# Ernst Sjöblom
Ernst Vincent Sjöblom, född den 19 februari 1882 i Torestorps församling, Älvsborgs län, död den 8 september 1961 i Varberg, var en svensk präst. 
Sjöblom avlade teologie kandidatexamen 1905 och folkskollärarexamen 1906.  Han var förste lärare vid Östads barnhus 1906–1911, komminister i Bollebygds pastorat 1911–1918, i Varbergs församling 1918–1921, kyrkoherde där 1921–1953 och kontraktsprost 1946–1951. Sjöblom var ledamot av Svenska kyrkans missionsstyrelse 1942–1951. Han publicerade Koralbok för svenska skolor (tillsammans med Nils Sjöblom, 1915) och Runt Kap (1940). Sjöblom blev ledamot av Vasaorden 1941.